# Allsmäktige Gud i himmelrik
Allsmäktige Gud i himmelrik är en dansk psalm av Hans Thomissøn. Den sista versen till psalmen är hämtad ur psalm Sjungom nu av hjärtans grund.

## Publicerad i
- Den svenska psalmboken 1694 som nummer 396 under rubriken "Psalmer För åtskillige Stånds personer/ och wid besynnerliga tillfällen".
- 1695 års psalmbok som nummer 337 under rubriken "Psalmer för Resande til landz och watn".[1]